# Franklin (Illinois)
Franklin is een plaats (village) in de Amerikaanse staat Illinois, en valt bestuurlijk gezien onder Morgan County.

## Demografie
Bij de volkstelling in 2000 werd het aantal inwoners vastgesteld op 586. In 2006 is het aantal inwoners door het United States Census Bureau geschat op 579, een daling van 7 (-1,2%).

## Geografie
Volgens het United States Census Bureau beslaat de plaats een oppervlakte van 1,9 km², geheel bestaande uit land. Franklin ligt op ongeveer 208 m boven zeeniveau.

## Plaatsen in de nabije omgeving
De onderstaande figuur toont nabijgelegen plaatsen in een straal van 20 km rond Franklin.